# Miss Francia 2024
Miss Francia 2024 fue la 94.ª edición del concurso Miss Francia. Se llevó a cabo el 16 de diciembre de 2023 en el Zénith de Dijon en Dijon. Indira Ampiot de Guadalupe coronó a Eve Gilles de Norte-Paso de Calais como su sucesora al final del evento.
La edición de 2024 marcó la primera vez que Sylvie Tellier no actúa como copresentadora del concurso desde que se unió a la producción de Miss Francia 2009, luego de su salida de Miss Francia al final de Miss Francia 2023, además de la primera edición desde la muerte de Geneviève de Fontenay, presidenta del Comité Miss Francia de 1981 a 2007. La edición de 2024 también fue la última edición de Miss Francia bajo el liderazgo de la presidenta Alexia Laroche-Joubert, quien se retiró una vez finalizado el concurso.

## Antecedentes

### Locación
En diciembre de 2022, François Rebsamen, alcalde de Dijon y presidente de Dijon Métropole, la ciudad más poblada de Borgoña, confirmó que la ciudad había solicitado ser sede del concurso Miss Francia 2024. En junio de 2023, Le Bien Public informó que la competencia de 2024 probablemente se llevaría a cabo en el Zénith de Dijon en Dijon, aunque esto no fue confirmado por el Comité Miss Francia. Le Bien Public confirmó más tarde ese mes que la competencia se llevaría a cabo en el Zénith de Dijon. La presidenta del Comité de Miss Francia, Alexia Laroche-Joubert, confirmó más tarde en una entrevista el 1 de julio que el certamen se llevaría a cabo el 16 de diciembre de 2023 en Dijon, mientras que el 3 de julio se llevó a cabo una conferencia de prensa para anunciar oficialmente la ciudad anfitriona. Esta fue la segunda vez que la ciudad alberga a Miss Francia, ya que anteriormente había sido sede de Miss Francia 2014.
El 15 de julio se confirmó que el viaje anual al extranjero de las candidatas sería a la Guayana Francesa. Las candidatas visitaron la Guayana Francesa para una variedad de eventos, antes de llegar a Dijon para comenzar los ensayos.

### Selección de candidatas
Las concursantes de 2024 fueron seleccionadas a través de concursos regionales, realizados entre junio y octubre de 2023.
La edición de 2024 vio el regreso de Mayotte, tras el nombramiento de un nuevo director regional. Mayotte se había retirado previamente antes de la edición de 2023, debido a la renuncia del director regional y la imposibilidad de encontrar un reemplazo. San Martín y San Bartolomé, que compite cada dos años, se retiraron de la competencia de acuerdo con su calendario típico de competir solo cada dos años.
Se produjo una polémica en torno al certamen Miss Nueva Caledonia 2023, celebrado el 9 de septiembre. Durante el certamen, Mathilda Lelong fue coronada ganadora y, tras su victoria, comenzó su gira de prensa por toda la región en preparación para Miss Francia. El 13 de septiembre, se informó que Lelong en realidad no había ganado el concurso y, debido a un error en la tabulación de los resultados, había quedado en tercer lugar, mientras que la verdadera ganadora era Emma Grousset, quien inicialmente había sido anunciada como simplemente la segunda finalista. Tras la noticia del error, el Comité Miss Francia confirmó su validez en un comunicado de prensa, mientras que el Comité Miss Nueva Caledonia aclaró más tarde que el error se había producido al introducir las puntuaciones del jurado después de que se hubiera anunciado el Top 4, y que el comité nacional Miss Francia decidiría cómo proceder. El 15 de septiembre, el Comité Miss Francia confirmó que Grousset sería coronada Miss Nueva Caledonia 2023 y competiría en Miss Francia 2024. Tras el incidente, Lelong declaró en una entrevista que renunciaría a su título recién otorgado como tercera finalista de Miss Nueva Caledonia.

## Resultados
| Posición          | Candidata |
| ----------------- | --- |
| Miss Francia 2024 | - Norte-Paso de Calais - Eve Gilles |
| Primera finalista | - Guayana Francesa - Audrey Ho-Wen-Tsaï |
| Segunda finalista | - Provenza - Adélina Blanc |
| Tercera finalista | - Guadalupe - Jalylane Maës |
| Cuarta finalista  | - Languedoc - Maxime Teissier |
| Top 15            | - Normandía - Wissem Morel (Quinta finalista) - Tahití - Ravahere Silloux (Sexta finalista) - Isla de Francia - Elena Faliez - Países del Loira - Clémence Ménard - Borgoña - Luna Lacharme - Rosellón - Élise Aquilina - Costa Azul - Karla Bchir - Centro-Valle del Loira - Emmy Gisclon - Córcega - Sandra Bak - Mediodía-Pirineos - Nadine Benaboud |

### Premios especiales
| Premio                                  | Candidata                                                   |
| --------------------------------------- | ----------------------------------------------------------- |
| Premio de Conocimiento General          | - Alsacia - Adeline Vetter (42.5/60)                        |
| Mejor Traje Regional                    | - Franco Condado - Sonia Coutant                            |
| Premio a la Pasarela                    | - Normandía - Wissem Morel                                  |
| Premio a la Elocuencia                  | - Aquitania - Lola Turpin                                   |
| Premio a la Aventurera                  | - Auvernia - Oriane Mallet                                  |
| Premios Miss Academia                   |                                                             |
| Premio Miss Academia                    | - Rosellón - Élise Aquilina                                 |
| Insignia de Aventurera                  | - Borgoña - Luna Lacharme - Isla de Francia - Elena Faliez  |
| Insignia de Compañerismo                | - Aquitania - Lola Turpin                                   |
| Insignia de Conectada                   | - Languedoc - Maxime Teissier                               |
| Insignia de Creatividad                 | - Córcega - Sandra Bak                                      |
| Insignia de Peinado                     | - Champaña-Ardenas - Noa Dutitre                            |
| Insignia de Trabajadora                 | - Guayana Francesa - Audrey Ho-Wen-Tsaï                     |
| Insignia de Maquillaje                  | - Lorena - Angéline Aron-Clauss - Rosellón - Élise Aquilina |
| Insignia de Puntualidad                 | - Franco Condado - Sonia Coutant                            |
| Insignia de Reina de la Pista de Baile  | - Guayana Francesa - Audrey Ho-Wen-Tsaï                     |
| Insignia del Espíritu del Equipo Kourou | - Rosellón - Élise Aquilina                                 |

### Puntuación

#### Preliminares
Un jurado compuesto por socios (internos y externos) del Comité Miss Francia seleccionó a quince candidatas durante una entrevista que tuvo lugar el 13 de diciembre para avanzar a las semifinales.

#### Top 15
En el top quince, una votación dividida 50/50 entre el jurado oficial y el público votante seleccionó a cinco candidatas para avanzar al top cinco. Cada candidata recibió una puntuación general de 1 a 15 del jurado y el público, y las cinco candidatas con las puntuaciones combinadas más altas avanzaron al top cinco. Las chicas con la sexta y séptima puntuación combinada más alta fueron luego designadas como las finalistas quinta y sexta, respectivamente, a pesar de no avanzar en la competencia. En caso de empate prevalecía el voto del jurado.
| Candidata              | Público | Jurado | Total |
| ---------------------- | ------- | ------ | ----- |
| Norte-Paso de Calais   | 13      | 15     | 28    |
| Guayana Francesa       | 15      | 11     | 26    |
| Languedoc              | 11      | 14     | 25    |
| Guadalupe              | 14      | 11     | 25    |
| Provenza               | 12      | 11     | 23    |
| Normandía              | 9       | 13     | 22    |
| Tahití                 | 8       | 8      | 16    |
| Isla de Francia        | 2       | 13     | 15    |
| Países del Loira       | 10      | 4      | 14    |
| Borgoña                | 5       | 8      | 13    |
| Rosellón               | 6       | 6      | 12    |
| Costa Azul             | 7       | 4      | 11    |
| Centro-Valle del Loira | 3       | 6      | 9     |
| Córcega                | 4       | 4      | 8     |
| Mediodía-Pirineos      | 1       | 4      | 5     |

#### Top 5
En el top cinco, un voto dividido 50/50 entre el jurado oficial y el público votante determinó qué candidata fue declarada Miss Francia. Cada candidata fue clasificada del primero al quinto por el jurado y el público, y los dos puntajes se combinaron para crear un puntaje total. En caso de empate, prevalecía el voto del público.
| # | Candidata            | Público | Jurado | Total |
| - | -------------------- | ------- | ------ | ----- |
| 1 | Norte-Paso de Calais | 3       | 5      | 8     |
| 2 | Guayana Francesa     | 5       | 2      | 7     |
| 3 | Provenza             | 2       | 4      | 6     |
| 4 | Guadalupe            | 4       | 1      | 5     |
| 5 | Languedoc            | 1       | 4      | 5     |

## Áreas de competencia

### Formato
El 17 de noviembre se anunció en rueda de prensa que el tema de esta edición del concurso sería la boîte à musique des Miss (en español: la caja de música de las Misses), y las rondas del concurso se inspiraron en varios géneros musicales.
El concurso se abrió con una actuación introductoria, en la que participó como invitada Indira Ampiot. Las 30 candidatas fueron inicialmente divididas en tres grupos, cada uno compuesto por diez candidatas, y cada grupo participó en una ronda de presentación inicial. Las tres rondas de presentación tuvieron como tema la música pop, la música salsa y la música rock de los años 80, respectivamente. Posteriormente, las 30 candidatas presentaron sus trajes regionales, creados por diseñadores locales de sus regiones de origen, en una ronda inspirada en los music halls y el Moulin Rouge, con la participación de Clémence Botino, Maëva Coucke y Amandine Petit. Posteriormente, las 30 candidatas participaron en la ronda de trajes de baño de una pieza, inspirados en la música y las big band de los años 30.
Después de eso, se anunció el Top 15, seguido de un homenaje a Geneviève de Fontenay con las exganadoras de Miss Francia. Luego, el Top 15 compitió en una segunda ronda de trajes de baño inspirados en el flamenco y una ronda de vestidos de noche inspirada en la música Motown. Posteriormente se anunció el Top 5 y se presentaron sus vestidos de gala en una ronda inspirada en la ópera. Después de la ronda final de preguntas, se revelaron los resultados finales.

### Jurado
El 17 de noviembre, Sylvie Tellier fue anunciada como presidenta del jurado, después de haber sido directora nacional de Miss Francia de 2007 a 2022. Los jueces restantes fueron anunciados el 1 de diciembre.
- Sylvie Tellier (presidenta del jurado) - Miss Francia 2002 de Ródano-Alpes y ex directora nacional de Miss Francia
- Stéfi Celma - actriz y cantante
- Adriana Sklenaříková - modelo y actriz
- Nolwenn Leroy - cantante
- Nina Métayer - repostera
- Estelle Mossely - boxeadora
- Élodie Poux - comediante y actriz

## Candidatas
30 candidatas compitieron por el título:
| Región                 | Candidata            | Edad | Altura          | Ciudad natal            | Posición alcanzada | Notas                                                    |
| ---------------------- | -------------------- | ---- | --------------- | ----------------------- | ------------------ | -------------------------------------------------------- |
| Alsacia                | Adeline Vetter       | 27   | 1,70 m (5′ 7″)  | Rossfeld                |                    |                                                          |
| Aquitania              | Lola Turpin          | 19   | 1,72 m (5′ 8″)  | Trélissac               |                    | Turpin es la hija de Virginie Leglaive, Miss Berry 2001. |
| Auvernia               | Oriane Mallet        | 22   | 1,82 m (6′ 0″)  | Vichy                   |                    |                                                          |
| Borgoña                | Luna Lacharme        | 18   | 1,76 m (5′ 9″)  | La Chapelle-de-Guinchay | Top 15             |                                                          |
| Bretaña                | Noémie Le Bras       | 21   | 1,74 m (5′ 9″)  | Le Cloître-Pleyben      |                    |                                                          |
| Centro-Valle del Loira | Emmy Gisclon         | 22   | 1,76 m (5′ 9″)  | Chambray-lès-Tours      | Top 15             |                                                          |
| Champaña-Ardenas       | Noa Dutitre          | 21   | 1,70 m (5′ 7″)  | Reims                   |                    | Dutitre es hija del director de fútbol Jérôme Dutitre.   |
| Córcega                | Sandra Bak           | 22   | 1,71 m (5′ 7″)  | Ajaccio                 | Top 15             |                                                          |
| Costa Azul             | Karla Bchir          | 19   | 1,75 m (5′ 9″)  | Cannes                  | Top 15             |                                                          |
| Franco Condado         | Sonia Coutant        | 24   | 1,72 m (5′ 8″)  | Champagnole             |                    |                                                          |
| Guadalupe              | Jalylane Maës        | 18   | 1,73 m (5′ 8″)  | Les Abymes              | Tercera finalista  |                                                          |
| Guayana Francesa       | Audrey Ho-Wen-Tsaï   | 18   | 1,73 m (5′ 8″)  | Kourou                  | Primera finalista  |                                                          |
| Isla de Francia        | Elena Faliez         | 28   | 1,73 m (5′ 8″)  | París                   | Top 15             |                                                          |
| Languedoc              | Maxime Teissier      | 19   | 1,73 m (5′ 8″)  | Montpellier             | Cuarta finalista   |                                                          |
| Limosín                | Agathe Toullieu      | 21   | 1,76 m (5′ 9″)  | Cosnac                  |                    |                                                          |
| Lorena                 | Angéline Aron-Clauss | 26   | 1,71 m (5′ 7″)  | Hilbesheim              |                    |                                                          |
| Martinica              | Chléo Modestine      | 21   | 1,75 m (5′ 9″)  | Le Vauclin              |                    |                                                          |
| Mayotte                | Houdayifa Chibaco    | 21   | 1,72 m (5′ 8″)  | M'Tsangamouji           |                    |                                                          |
| Mediodía-Pirineos      | Nadine Benaboud      | 22   | 1,71 m (5′ 7″)  | Tarbes                  | Top 15             |                                                          |
| Normandía              | Wissem Morel         | 21   | 1,76 m (5′ 9″)  | Ruan                    | Top 15             |                                                          |
| Norte-Paso de Calais   | Eve Gilles           | 20   | 1,71 m (5′ 7″)  | Quaëdypre               | Miss Francia 2024  |                                                          |
| Nueva Caledonia        | Emma Grousset        | 21   | 1,80 m (5′ 11″) | Numéa                   |                    | Grousset es hermana del nadador Maxime Grousset.         |
| Países del Loira       | Clémence Ménard      | 26   | 1,75 m (5′ 9″)  | La Séguinière           | Top 15             |                                                          |
| Picardía               | Charlotte Cresson    | 23   | 1,71 m (5′ 7″)  | Nesle                   |                    |                                                          |
| Poitou-Charentes       | Lounès Texier        | 19   | 1,73 m (5′ 8″)  | Périgné                 |                    |                                                          |
| Provenza               | Adélina Blanc        | 25   | 1,74 m (5′ 9″)  | Eyragues                | Segunda finalista  |                                                          |
| Reunión                | Mélanie Odules       | 20   | 1,77 m (5′ 10″) | Saint-Paul              |                    |                                                          |
| Ródano-Alpes           | Alizée Bidaut        | 22   | 1,74 m (5′ 9″)  | Saint-Genis-sur-Menthon |                    |                                                          |
| Rosellón               | Élise Aquilina       | 21   | 1,71 m (5′ 7″)  | Cabestany               | Top 15             |                                                          |
| Tahití                 | Ravahere Silloux     | 25   | 1,72 m (5′ 8″)  | Papeete                 | Top 15             | Silloux es prima de Tumateata Buisson, Miss Tahití 2021. |